# سم هنینگز
 سم هنینگز (به انگلیسی: Sam Hennings) بازیگرآمریکایی است. از فیلم‌های او می‌توان به ماجراهای دکه سمساری و فریاد اشاره کرد.